# Helige profeten Elias kyrka, Bačevci
Helige profeten Elias kyrka (serbiska: Црква Светог пророка Илије/Crkva Svetog proroka Ilije eller Храм Светог пророка Илије/Hram Svetog proroka Ilije) är en serbisk-ortodox kyrkobyggnad belägen i den centrala delen av byn Bačevci i Bajina Bašta kommun i regionen Šumadija i centrala Serbien.
Kyrkan är helgad åt den israelitiske profeten Elia och tillhör det serbisk-ortodoxa stiftet Šabacs stift.

## Historik
Enligt legenden fanns det tididgare ett medeltida kloster på den plats där Helige profeten Elias kyrka står, som förstördes under tiden då Serbien var ockuperat av Osmanska riket.
Den nuvarande kyrkan byggdes 1934 enligt ritningar av arkitekt Momir Korunović, en av Serbiens mest kända arkitekter.

## Kyrkobyggnaden
Kyrkans grund är korsformad.

## Klocktornet
Kyrkans klocktorn är separat och har tre våningar.